# 애처일기 (영화)
"애처일기"는 1975년에 개봉한 대한민국의 영화이다.

## 캐스팅
- 배삼룡
- 박남옥
- 여수진
- 주선태
- 이낙훈
- 장훈
- 김기범
- 이영수